# Serbia strong
Serbia strong — назва інтернет-мему, що ґрунтується на сербській націоналістичній пісні, котра прославляє Радована Караджича, визнаного винним у геноциді боснійських мусульман. Альтернативні назви — «Radovan Karadzic Haag bluz» і «Remove Kebab».
Пісня була записана на відео в 1993—1995 роках у період Югославських війн. У 2006 році відео потрапило в інтернет. Мем виник як пародія на оригінальне відео з піснею, але з часом набув ісламофобського змісту.

## Оригінальна пісня
Оригінальна назва пісні — «Od Bihaća do Petrovca sela» (Від Бихача до села Петровца). У ній йдеться про те, що боснійські мусульмани (усташі) та хорвати напали на Сербію, і закликає Радована Караджича вести сербів на бій проти них. Відео з піснею аматорське за постановкою та якістю.
За словами клавішника Слободана Врги, відео було знято поблизу Книна, Хорватія, у 1995 році. Знімав його незалежний продюсер Нікола Йоргіч. Співак Желко Грмуша підтвердив, що запис відбувся поблизу Книна, але 1993 року. В кадрі присутні трубач (Ненада Тінтор), акордеоніст (Новіслав Джаїч), клавішник синтезатора Yamaha (ім'я невідоме) і співак (Грмуша), які стоять на фоні невисоких дерев у горбистій місцевості. Джаїч примітний своїм незворушним виразом обличчя. Джаїча звинуватили в геноциді й засудили до 5 років ув'язнення в Німеччині. Йоргіч також був звинувачений у геноциді та засуджений до довічного ув'язнення в Німеччині.

## Поширення в інтернеті
24 травня 2006 року ютубер Momcilo завантажив відео під назвою «Dzamije lete» (Мечеті злітають), яке було відредагованою версією оригінального кліпу, зібравши понад 378 тис. переглядів. Відео включало набір знакових зображень часів боснійської війни — табори Трнополье та Маняча. Завдяки цьому текст пісні контрастує з відеорядом, створюючи пародійне враження.
3 серпня 2008 року відео завантажив на YouTuber користувач ARHIVISTA. На початку було накладено уривок з відеозапису суду над Караджичем, що надає всьому відео іронічного змісту. Ця версія не містила зображень злочинів, як попередня, називалася англійською мовою «Serbia Strong/God is a Serb» (Сербія сильна/Бог є сербом) і містила англомовні субтитри.
Оригінальне відео з водяним знаком було завантажено на YouTube 3 серпня 2008 року під назвою «Radovan Karadzic Haag bluz». 25 серпня 2010 року на YouTube було представлено першу пародію під назвою «REMOVE POOTIS» з персонажами відеогри Team Fortress 2. Завдяки назві оригінальне музичне відео також отримало назву «Remove Kebab» (Приберіть кебаб) від пародії та тексту, що гумористично описує його.
Мем «Remove Kebab» набув популярності серед шанувальників стратегічних відеоігор Hearts of Iron IV та Europa Universalis IV, стосуючись гравців, які прагнуть перемогти Османську імперію чи інші ісламські країни в цих іграх, які отримали евфемізм «кебаб». Через широке використання мему альтернативними правими та іншими ультранаціоналістами, його було заборонено на офіційних форумах Paradox Interactive. Новіслав Джаїч став широко поширеним мемом на 4chan і отримав назву «Dat Face Soldier».
Наступна хвиля популярності мему пов'язана зі стріляниною в мечеті Крайстчерча, Нова Зеландія, 15 березня 2019 року. Австралійський стрілець Брентон Гаррісон Таррант написав фразу «Remove Kebab» на своїй зброї. У своєму маніфесті «Велика заміна» (названому на честь однойменної ультраправої теорії французького письменника Рено Камю) він описав себе як «за сумісництвом усуванець кебабу».